# Csót
Csót is een plaats (község) en gemeente in het Hongaarse comitaat Veszprém. Csót telt 1118 inwoners (2001).